# Comitatul Saddle Hills, Alberta
Comitatul Saddle Hills, din provincia Alberta, Canada  este un district municipal situat vestic central în Alberta. Districtul se află în Diviziunea de recensământ 19. El se întinde pe suprafața de 5,836.92 km2  și avea în anul 2011 o populație de 2,288 locuitori.55°46′55″N 118°50′02″W / 55.781944°N 118.833889°V
Cities Orașe
--
Towns Localități urbane
--
Villages Sate
--
Summer villages Sate de vacanță
--
Hamlets, cătune
- Woking

Așezări
- Bay Tree
- Blueberry Mountain
- Bonanza
- Braeburn
- Dunvegan Settlement
- Gordondale
- Ksituan
- Northmark
- Poplar Ridge
- Silver Valley
- Whitburn

1. 1 2  Population and dwelling counts, for Canada, provinces and territories, and census subdivisions (municipalities), 2016 and 2011 censuses – 100% data (în engleză), 20 februarie 2019